# شارلوت فيشر
شارلوت فيشر (بالإنجليزية: Charlotte Froese Fischer)‏ (و. 1929  م) هي رياضياتية، وفيزيائية، وكيميائية، وعَالِمَة حاسوب من الولايات المتحدة، وكندا، ولدت في أوكرانيا، وهي عضوةٌ في الجمعية الفيزيائية الأمريكية.

## التعليم
تعلمت في جامعة كولومبيا البريطانية.

## جوائز
حصلت على جوائز منها:
- زمالة الجمعية الأمريكية الفيزيائية.